# Randolph Carter
Randolph Carter è un personaggio immaginario creato dallo scrittore Howard Phillips Lovecraft, e costituisce il suo alter ego nella Terra dei Sogni.
È il protagonista dei racconti La dichiarazione di Randolph Carter, L'innominabile, La chiave d'argento e Attraverso le porte della Chiave d'Argento e del romanzo La ricerca onirica dello sconosciuto Kadath, le cinque storie che formano la cosiddetta Saga di Randolph Carter, che a sua volta fa parte del Ciclo dei Sogni; inoltre vi è un accenno del personaggio anche nel romanzo Il caso di Charles Dexter Ward e nel racconto  Dall'abisso del tempo. È inoltre amico di Richard Upton Pickman, protagonista del racconto Il modello di Pickman, che lo aiuta in modo determinante nelle sue avventure.